# Linfonodo
Os linfonodos ou também gânglios linfáticos são pequenos órgãos perfurados por canais que existem em diversos pontos da rede linfática, uma rede de ductos que faz parte do sistema linfático. Atuam na defesa do organismo humano e produzem anticorpos.
A linfa, em seu caminho para o coração, circula pelo interior desses gânglios, onde é filtrada. Partículas como vírus, bactérias e resíduos celulares são fagocitadas pelos linfócitos e macrófagos existentes nos linfonodos.
Quando o corpo é invadido por microorganismos, os linfócitos dos linfonodos, próximos ao local da invasão, começam a se multiplicar ativamente para dar combate aos invasores. Com isso, os linfonodos incham, formando as ínguas. É possível, muitas vezes, detectar um processo infeccioso pela existência de linfonodos inchados.
O sangue circula no organismo e vai até as células (que precisam do oxigênio) através de artérias. As artérias vão diminuindo de calibre à medida que chegam à periferia do organismo vivo, até se transformarem em capilares sanguíneos, favorecendo um contato muito íntimo com as células. Neste contato as hemácias liberam o oxigênio e recebem o gás carbônico (CO2). O sangue retorna ao coração pelas veias, passando novamente no pulmão, onde jogam fora o CO2 e capturam novo oxigênio (O2). Nos capilares e arteríolas podem vazar algumas proteínas além do oxigênio. Além disso, nos intestinos há a absorção de várias substâncias, entre elas as gorduras, que não conseguem entrar diretamente nas veias ou artérias. Para serem absorvidas, precisam entrar no sistema linfático.
O linfonodo tem a função de formar uma barreira entre os vírus e as células neoplásicas que venham dos ductos linfáticos.

## Linfonodomegalia
Quando um linfonodo recebe células perigosas, como bactérias, ele inicia um mecanismo de defesa bloqueando a passagem adiante. Para melhorar a defesa ocorre uma liberação de substâncias que atraem linfócitos e macrófagos, tornando o gânglio bastante aumentado de tamanho e doloroso, a que se dá o nome de linfonodomegalia, adenomegalia ou íngua.

## Sistema linfático
O sistema linfático é responsável pela captação de moléculas grandes,e não conseguem passar diretamente para as veias e artérias, e levá-las para se misturarem com o sangue próximo ao coração.